# The Fiend
The Fiend ist eine britische Hardcore-Band aus Hebburn.

## Geschichte
The Fiend wurde 1982 als eine der ersten Hardcore-Bands im Nordosten Englands gegründet. Gitarrist Robinson hatte zuvor in der Punkband Public Toys gespielt, die anderen Gründungsmitglieder in einer weiteren Punkband, den Degenerates. 1987 löste sich die Band auf, da sich wegen häufiger Wechsel der Schlagzeuger keine beständige Besetzung fand. Eine Reunion schien auch wegen des krankheitsbedingten Todes von Robertsons Bruder Rob ausgeschlossen, doch 2007 stellte Robertson aufgrund von Drängen aus dem Bekanntenkreis ein neues Line-up zusammen. 2014 schloss die Band einen Vertrag über drei Alben mit dem Londoner Label Candlelight Records ab.
Robert Hunter spielte nach der Auflösung von The Fiend bei den Lurkers, die Gebrüder Robertson bei Blitzkrieg.

## Stil
Die älteste Lokalzeitung Großbritanniens, die Shields Gazette, verglich The Fiend mit klassischen UK-Hardcore-Bands wie GBH oder Discharge. Das Online-Magazin Ave Noctum lokalisiert die Band im Bereich zwischen Hardcore und Thrash Metal, zieht Parallelen zu Bands des New York Hardcore und urteilt über das Album Greed Power Religion War, es „schaufele tonnenweise rasiermesserscharfe Gitarrenriffs über ein Rhythmus-Sperrfeuer“ und sei „fies, aggressiv und von allem und jedem angepisst“. Rock'n'Reel Reviews urteilte über das Album, es enthalte „von Slayer inspirierten, mit 100 Meilen pro Stunde gespielten Hardcore“. Der Musikproduzent Ian Glasper urteilte über das Kompilationsalbum Complete Recordings 83-87, es sei ein „Pflichtkauf für alle Fans von rauem Hardcore“.

## Diskografie
- 1985: Stand Alone (EP, Endangered Musik)
- 1998: Prediction (EP, Old Breed Records)
- 2007: Complete Recordings 83-87 (Kompilation, Farmhouse Records)
- 2011: The Brutal Truth (Vile Records)
- 2014: Greed Power Religion War (Candlelight Records)